# Au-delà du néant
Away and Beyond
Au-delà du néant (titre original : Away and Beyond) est un recueil, composé en 1952, de neuf nouvelles de science-fiction écrites de 1940 à 1948 par A. E. van Vogt.
L'édition française de 1969 ne reprend pas Secret Unattainable.
Celle de 1978 ne reprend pas Secret Unattainable et Cinémathèque.

## Résumés
- la Machine (The Great Engine, 1943) : un vétéran militaire découvre un moteur qui exploite une technologie nouvelle et secrète. Cela le mènera à un groupe de savants qui enrôlent, malgré eux, des gens pour coloniser la planète Vénus.
- le Grand Juge (The Great Judge, 1948) : dans une société totalitaire conduite par le Grand Juge, que peut un homme condamné à mort ? Très peu, sauf s'il a découvert le moyen d'intervertir les « esprits » d'un corps à l'autre.
- Secret Unattainable, 1942, [inédit en français] : dans l'Allemagne nazie, à la suite de ses travaux en physique pure, un savant est amené à collaborer avec les autorités. Il tentera de mettre fin à la folie meurtrière du régime.
- Facteur d'harmonie (The Harmonizer, 1944) : à la suite d'un accident catastrophique, un navire interstellaire laisse échapper des plantes sur la Terre à l'ère préhistorique. La particularité de ces plantes ? Répandre des effluves de paix.
- la Seconde Solution (The Second Solution, 1942) : Pour éviter que le massacre des humains sur une lointaine planète ne continue, un homme tente de sauver un Ezwal d'une mort certaine.
- Cinémathèque (Film Library, 1946) ;
- les Dreeghs (Asylum, 1942) : Ayant subi une transformation qui les rend pareils à des vampires, les Dreeghs cherchent des victimes peu évoluées. Un Terrien s'opposera malgré lui à leur activité meurtrière.
- l'Héritier (Heir Apparent, 1945) : Un dictateur-savant sait que les jours de son règne sont comptés et tente de déterminer qui veut le tuer. Il sera amené à utiliser l'arme ultime contre un despote sans scrupule.
- le Caveau de la bête (Vault of the Beast, 1940) : Un monstre est en mission pour ouvrir un caveau mystérieux. Il aura recours à un humain pour découvrir le secret de la combinaison.

## Histoire éditoriale

### Éditions anglophones
- (en) A. E. van Vogt, Away and Beyond, Pellegrini & Cudahy, 1952 (ISBN 978-0515044263)[1]

### Traductions
En français
- A. E. van Vogt (trad. Frank Straschitz), Au-delà du néant, Presses Pocket, coll. « Science-fiction/Fantasy » (no 5025), 1969 (ISBN 2-266-00540-5, présentation en ligne sur le site NooSFere).

Cette traduction fait l'objet d'une réédition par le même éditeur en 1978.